# Adolf Rading
Adolf Peter Rading (* 2. März 1888 in Berlin; † 4. April 1957 in London) war ein deutscher Architekt des Neuen Bauens, der auch auf dem Gebiet des Völkerbundsmandats für Palästina und Großbritannien tätig war.

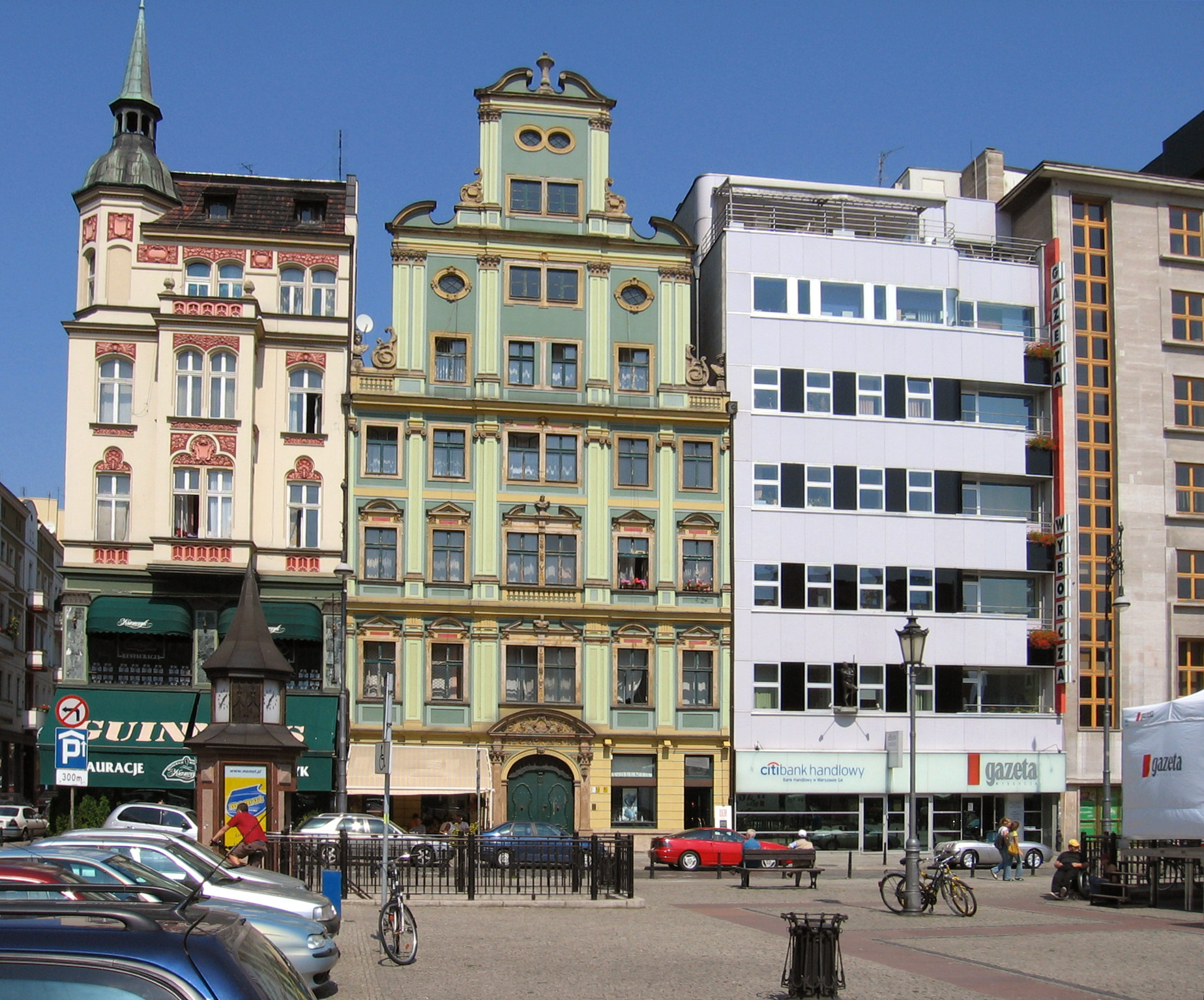
Mohrenapotheke in Breslau (Bild rechts), jetzt Redaktionssitz der Gazeta Wyborcza

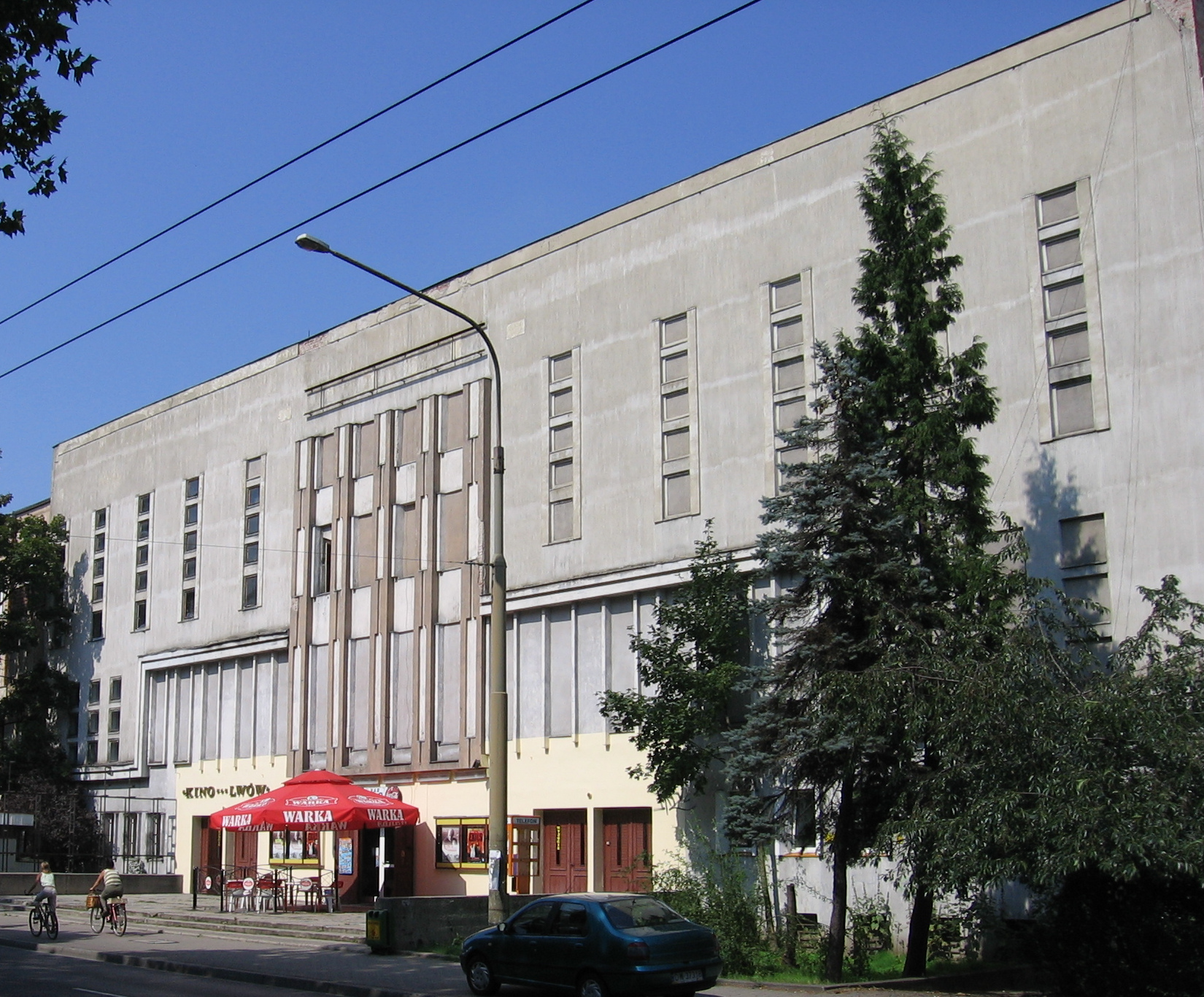
Logenhaus der Odd Fellows, jetzt Kino Lwów in Breslau

## Leben
Adolf Rading besuchte das Gymnasium in Berlin-Lichterfelde. Nach der Mittleren Reife machte er eine Lehre als Maurer. Nach der Ausbildung zum Kaufmann besuchte er von 1905 bis 1908 die Städtische Baugewerkschule in Berlin. Nach dem 1911 abgeschlossenen Architekturstudium war er Mitarbeiter im Büro von August Endell und Albert Gessner in Berlin. Von 1914 bis 1918 leistete er Militärdienst. 1919 war er kurz bei Peter Behrens tätig. Im selben Jahr folgte er August Endell, der seit 1918 Direktor der Staatlichen Akademie für Kunst und Kunstgewerbe Breslau war, in die schlesische Provinzhauptstadt. Dort führte er zunächst als dessen Assistent gemeinsam mit Endell den Unterricht der Bau- und Kunstgewerbeklasse, die er ab 1923 als Professor übernahm und bis zur Schließung der Akademie in der Großen Depression per Notverordnung vom 1. April 1932 leitete. 1922 verwirklichte Adolf Rading in der Breslauer Oranienstraße den Umbau von Rohbauten einer Häuserreihe, die zunächst für einzelne Familien geplant waren, zu mehrstöckigen Mietshäusern.
Ab 1926 führte Rading ein gemeinsames Büro mit Hans Scharoun in Berlin. Adolf Rading war Mitglied des Deutschen Werkbunds und nahm an dessen Ausstellungen in Stuttgart-Weißenhof und in Breslau (WuWa-Siedlung) teil; ebenso war er Mitglied der Architektenvereinigung Der Ring. Rading war Mitglied der Reichsforschungsgesellschaft für Wirtschaftlichkeit im Bau- und Wohnungswesen. Die 1931 bis 1932 im Berliner Stadtteil Rummelsburg (Irenen-, Meta- und Friedastraße) mit Oskar Schlemmer geschaffene Wohnanlage ist wohl sein letzter Bau in Deutschland.

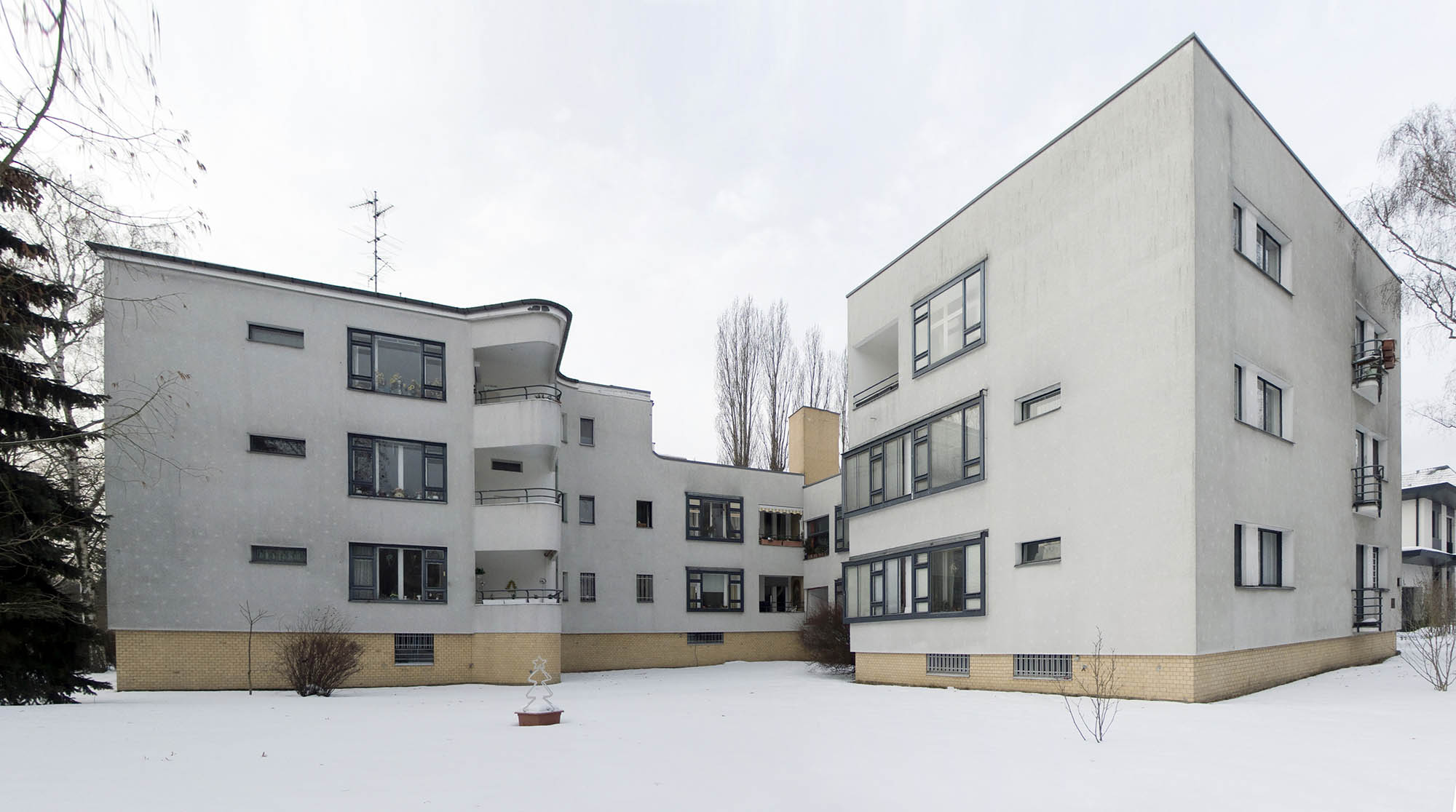
Apartmenthaus, Flinsberger Platz 3, Berlin-Schmargendorf (1931, mit Hans Scharoun)

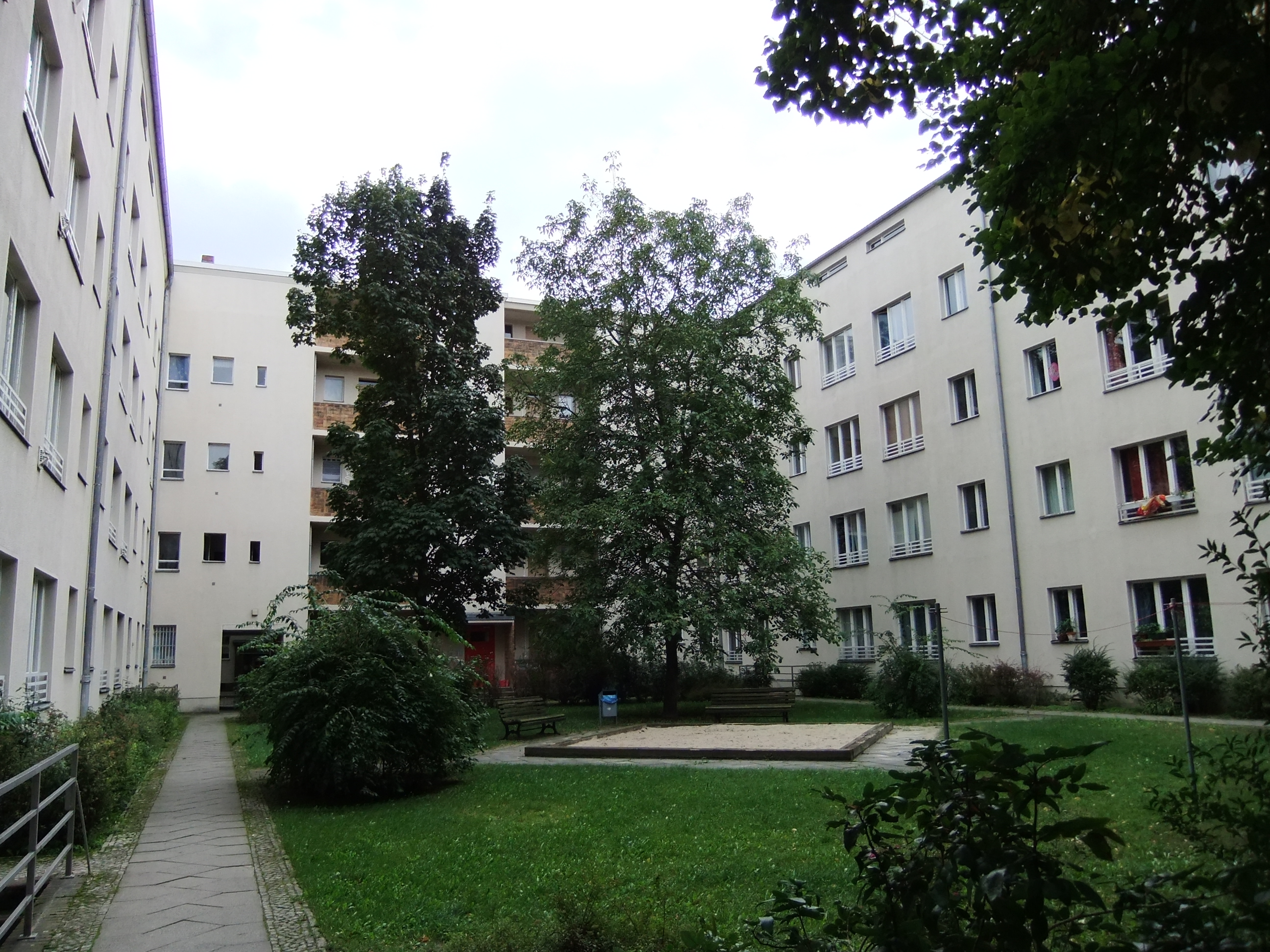
Wohnanlage, Friedastraße 9–15, Berlin-Rummelsburg, (1931/32, mit Oskar Schlemmer)

Ohnehin ohne feste Anstellung, verließen Rading und seine jüdische zweite Frau Else Leschnitzer Deutschland, nachdem die Nazis 1933 an die Macht gekommen waren. Sie emigrierten nach Frankreich. Entschlossen sich von der Architektur abzuwenden betrieb Rading zunächst einen Bauernhof, doch dann änderte er seine Meinung, wie Julius Posener berichtete, nachdem Rading ihn in Jerusalem besucht hatte. Posener urteilte: „Nicht oft habe ich einen Architekten getroffen, der so ganz schöpferischer Künstler gewesen ist.“

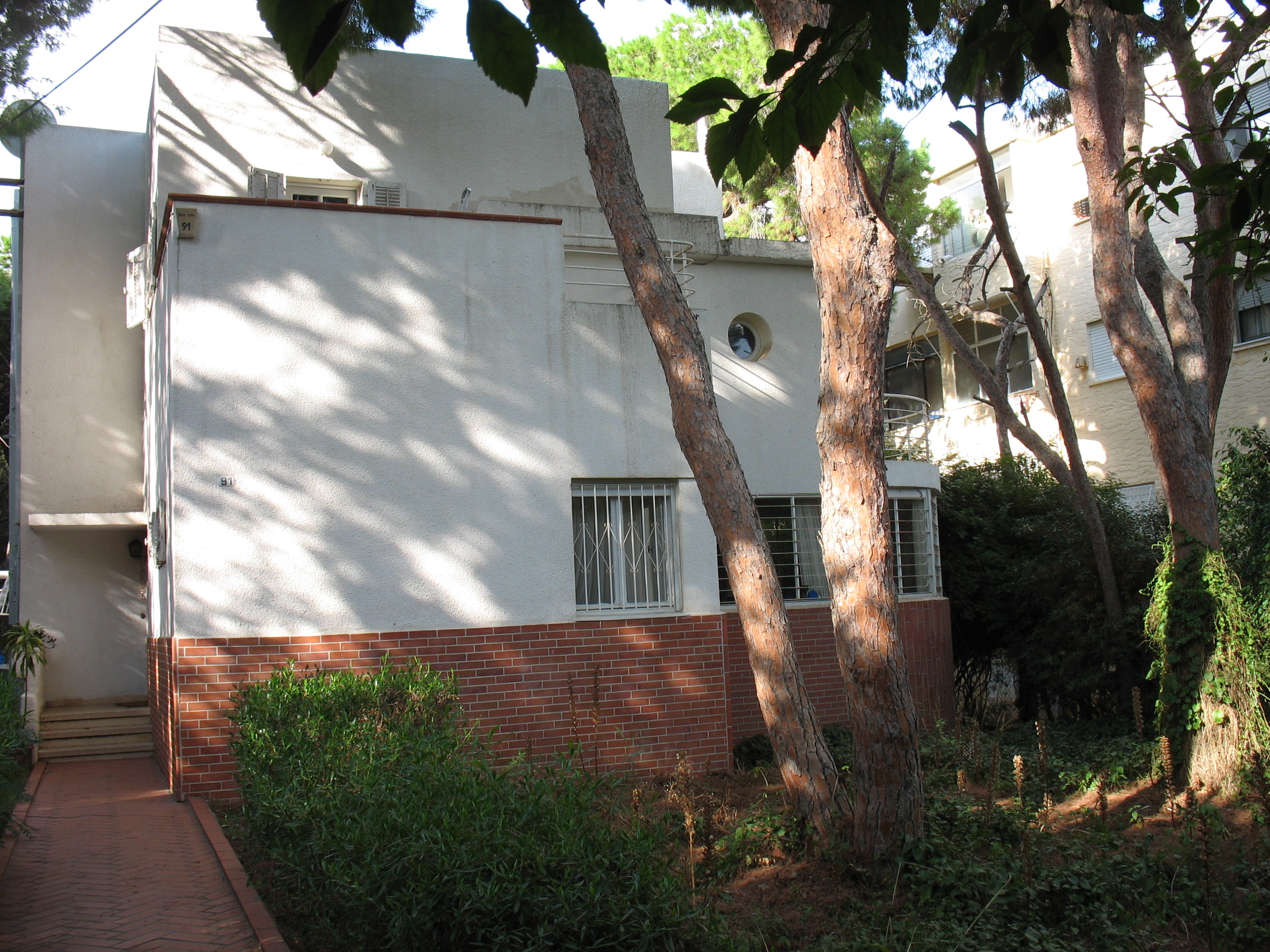
Haifa: Derech ha-Jam 91, Haus Max Mordechai Nimtza-Bi, 1939

 1935 dann wanderten die Eheleute Rading nach Palästina ein. Zunächst arbeitete er mit dem ebenfalls emigrierten Kollegen Kurt Reinsch (1892–1952) zusammen Wettbewerbsbeiträge aus. 1936 erhielten beide den ersten Preis für ihren Stadtplanungsentwurf für Haifas Zentrum nahe dem Hafen. Der Plan wurde wegen des arabischen Aufstands (1936–1939) und dann im Zweiten Weltkrieg nicht realisiert. 1939 errichteten Rading und Reinsch für Walter Roth, den Schwager seiner Frau, ein Mehrfamilienhaus in Haifa.

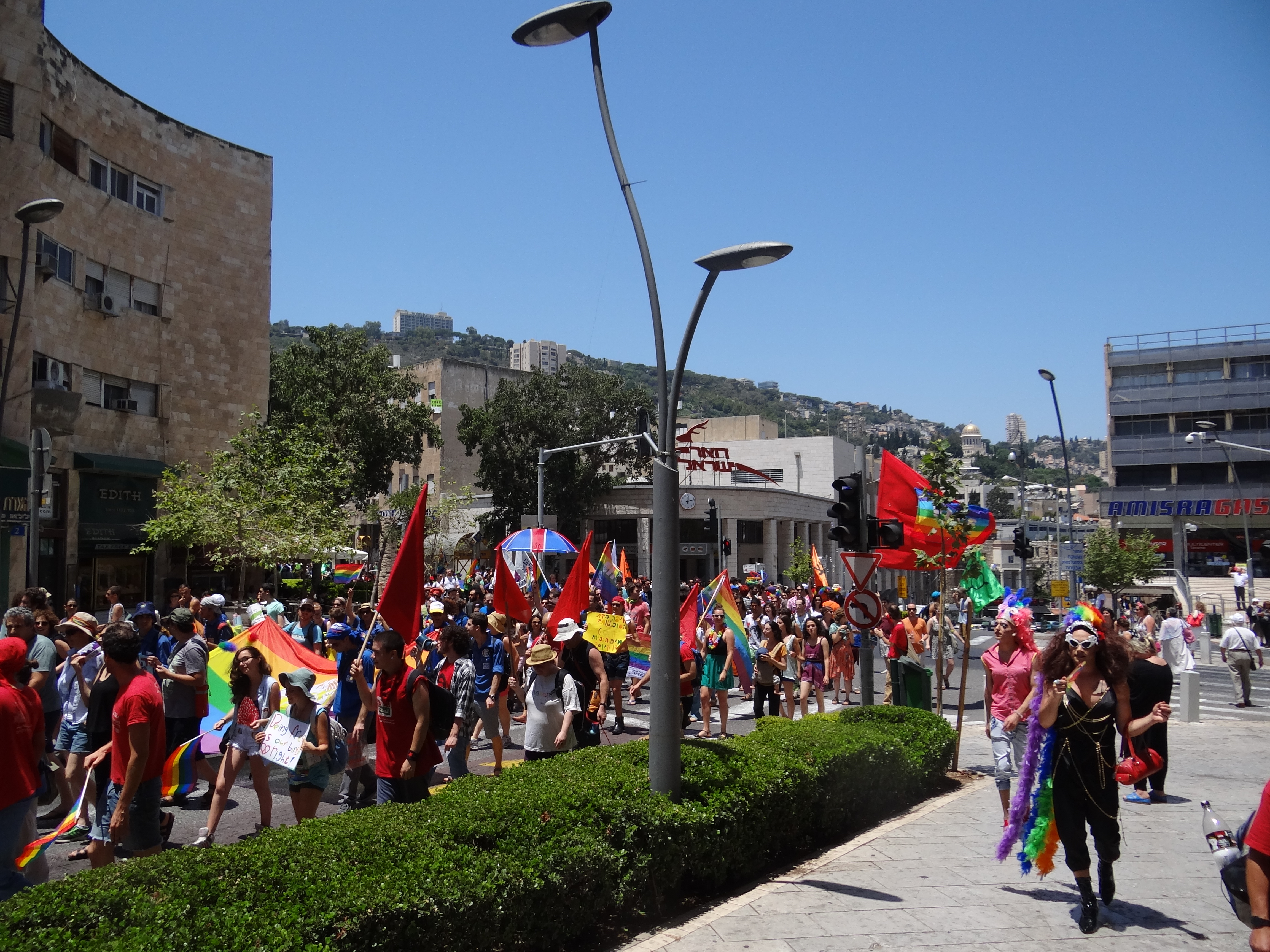
Haifa: Kikkar Masaryk, Juni 2014

 Rading war ab 1943 Stadtarchitekt in Haifa und beschrieb Ende Januar 1946 in einem Brief seine Tätigkeit wie folgt: „Also seit beinahe vier Jahren bin ich – erst architect consultant – jetzt architectural adviser der Municipality in Haifa, das heißt praktisch der Stadtbaudirektor, ziemlich genau der Arbeits- und Wirkungsbereich eines solchen in Deutschland. Ich plane den gesamten Hochbau der Stadtverwaltung und führe ihn aus, bearbeite außerdem alle städtebaulichen Probleme, die städtischen Grünanlagen und die Baugesuche“. Durch seine Tätigkeit in der Stadtverwaltung wurden doch noch Teile des preisgekrönten Projektes verwirklicht. So entstanden die Plätze Kikkar Fichte, Kikkar Masaryk, Kikkar Moriah und Kikkar haRaqafot.
Als Radings Meisterwerk ist das Chemielabor Frutarom anzusehen, dass er 1944 im Industriequartier nahe der Kischonmündung erbaute. Auch nach der Gründung Israels im Mai 1948 blieb er bei der Stadtverwaltung Haifas, wo er sehr geschätzt wurde. Im allgemeinen Umgang redeten sich die Mitarbeiter beim Vornamen an, doch um den seinen nicht zu gebrauchen, nannten Radings Kollegen ihn ha-Professor (hebräisch הפרופסור). Jehoschua Pruschansky, als dem Stadtbauamt beigeordneter Ingenieur sein Kollege, charakterisierte in seinem Nachruf Rading als Persönlichkeit, die die Eigenschaften eines Künstlers, eines Gelehrten vom Lehrhause Hillels des Älteren und eines freien Denkers in sich vereinigte, weshalb er Radings Fortgang – den er nicht allein bei Rading begründet sah – sehr bedauerte.
1950 ließ sich Rading in Großbritannien nieder. Dort fand er, bei britischen Kollegen durch seine Arbeit in Haifa bekannt, schnell Aufnahme im Royal Institute of British Architects, im Royal Town Planning Institute und im Institute of Registered Architects. Aus seiner britischen Zeit sind vier Bauten privater Häuser bekannt.
Adolf Rading starb im Alter von 69 Jahren in London. Von Dezember 1920 bis 1928 war er mit der zehn Jahre jüngeren Kunstgewerblerin Anna Silber (1898–1981), einer Schülerin von August Endell, verheiratet. 1928 heiratete er Else Leschnitzer, geschiedene Jaffé (1898–1987).

## Werke

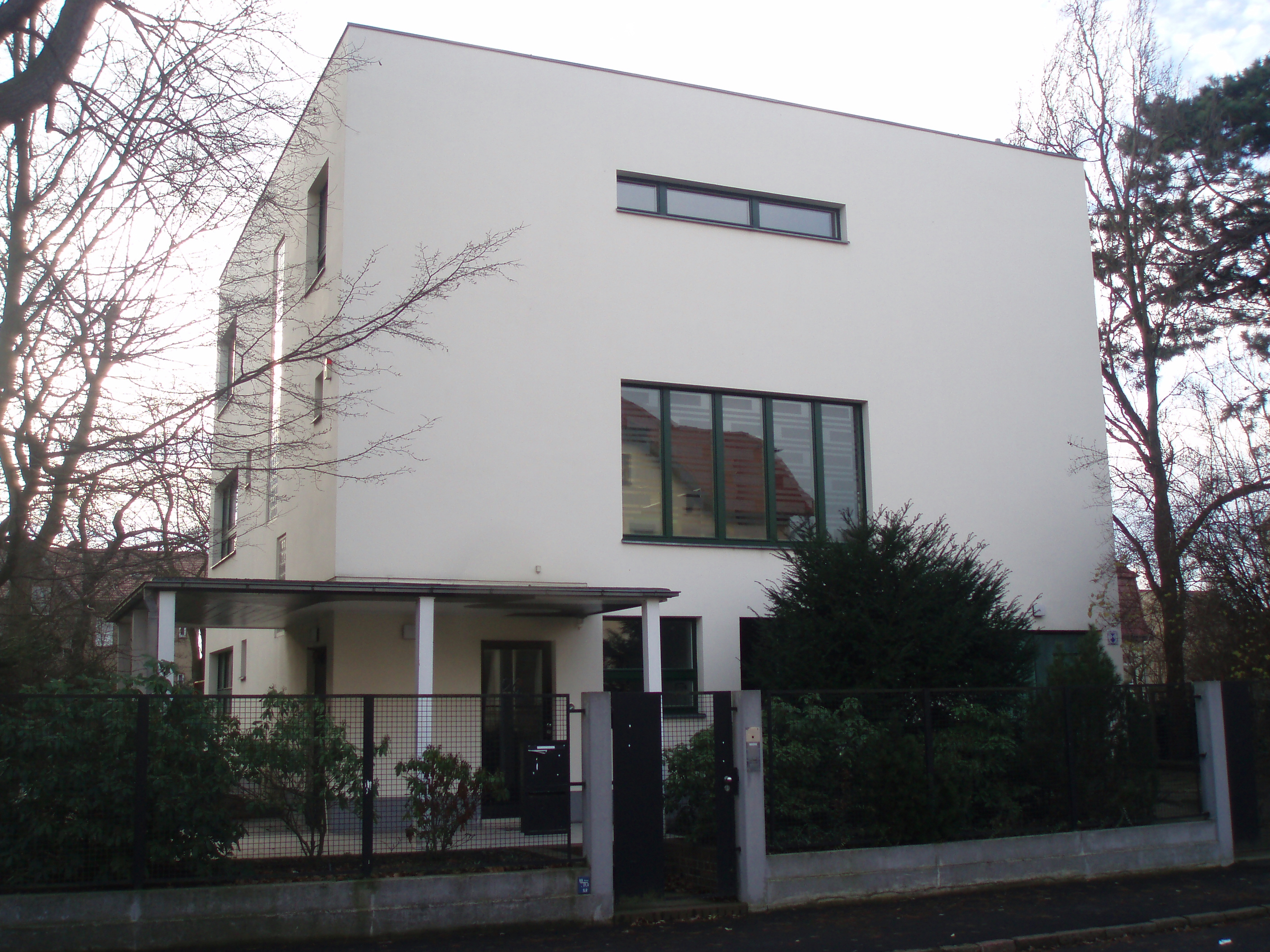
Haus Rabe in Zwenkau (1929–1931)

- 1921: Eigenheim des Architekten an der Stifterstraße in Breslau
- 1922: Entwurf für eine Hochgarage in Breslau
- 1925: Wettbewerbsentwurf für die Umgestaltung des Elisabethkirchplatzes in Breslau
- 1922–1924: Reihenhaus in der Oranienstraße in Breslau[9]
- 1925–1927: Logenhaus der Odd Fellows in Breslau[10]
- 1927: Einfamilienhaus in der Stuttgarter Weißenhofsiedlung (1956 abgebrochen)
- 1925–1928: zweimaliger Umbau der Mohrenapotheke am Blücherplatz in Breslau (jetzt Redaktion der Gazeta Wyborcza), mit Hans Leistikow
- 1927: Kriebelhaus in der Siedlung Leerbeuthel (Lipińskiego-Straße 1) in Breslau
- 1927: Bahnhof in Schönberg in der Oberlausitz (jetzt Polen). Gut erhaltenes und nur geringfügig verändertes Bahnhofsgebäude. Es war der erste unrepräsentative, seiner technischen Zweckbestimmung gemäß gestaltete Durchgangsbahnhof einer kleinen Station.[11][12]
- 1928: Haus Haeffner in Berlin-Pichelsdorf
- 1929: Mehrfamilienhaus in der WuWa-Ausstellung in Breslau, ursprünglich als Hochhaus geplant (nach dem Zweiten Weltkrieg Studentenwohnheim Panzerschiff, jedoch seit 2012 leerstehend und zum Verkauf),
- 1929: Haus Ernst Rading in Berlin-Zehlendorf, Sophie-Charlotte-Straße[13]
- 1929–1930: Haus Rabe in Zwenkau (mit Oskar Schlemmer)[14]
- 1931: Apartmenthaus in Berlin-Schmargendorf (mit Hans Scharoun)[15]
- 1931–1932: Wohnanlage in Berlin-Rummelsburg (mit Oskar Schlemmer)[16]
- 1936–1950: Städtebauliche Planungen für Haifa
- 1937: Haus Herzberg in Haifa
- 1939: Haus Maurice Gerzon in Haifa
- 1941: Haus Jehudah Araten in Haifa
- 1944: Parfümfabrik Frutarom für Jehudah Araten und Maurice Gerzon in Haifa
- 1945: Haus David Kopelovitz in Haifa

## Schriften
- Stadt, Form, Architekt, in: Die Form, Jg. 1, 1925/26, S. 6–10 (Digitalisat).
- Wohngewohnheiten. In: Die Form, Jg. 2, 1927, S. 47–49 (Digitalisat).
- Kunstgewerbeschulen. In: Die Form, Jg. 2, 1927, S. 175–180 (Digitalisat).